# Chemainus River Provincial Park
Der Chemainus River Provincial Park (auch Chemainus River Park) ist ein nur etwa 119 Hektar (ha) großer Provincial Park im Süden der kanadischen Provinz British Columbia, auf Vancouver Island.
Bei dem Park handelt es sich um einen sogenannten Day-Use Park. Diese Parks verfügen üblicherweise über keine umfangreiche touristische Infrastruktur und sind nur für Tagesbesuche ausgestattet.

## Anlage
Der Park liegt im Cowichan Valley Regional District, im zentralen Süden von Vancouver Island. Er liegt am Mittellauf des Chemainus River, nördlich des Highway 18 von Duncan nach Lake Cowichan, in den hier nicht sehr hohen Bergen der Vancouver Island Ranges.
Bei dem Park handelt es sich um ein Schutzgebiet der IUCN-Kategorie II (Nationalpark).
Im Park finden sich die Reste einer stillgelegten Bahnstrecke.

## Geschichte
Der Park wurde am 30. Dezember 1959 als einer der Provincial Parks in British Columbia eingerichtet. Im Laufe der Zeit wurden dabei sowohl seine Größe, bei einer ursprünglichen Fläche von 212 Acres (was ungefähr 85 ha entspricht), wie auch sein Schutzstatus geändert. Zuletzt wurde im Jahr 2004 sein Schutzstatus wie auch seine Grenzen und damit auch seine Fläche geändert.
Wie jedoch bei fast allen Provinzparks in British Columbia gilt auch für diesen, dass die Gegend, lange bevor sie von europäischen Einwanderern besiedelt oder sie Teil eines Parks wurde, in diesem Fall Jagd- und Fischfanggebiet verschiedener Gruppen der First Nations, hier der Stz'uminus, war. Für deren Nutzung es unter anderem Nachweise in Form von Bäumen gibt, die durch traditionellen Nutzung des Waldes von indigenen Kulturen verändert wurden (sogenannte Culturally Modified Trees).

## Flora und Fauna
Mit dem Biogeoclimatic Ecological Classification (BEC) Zoning System wird das Ökosystem von British Columbia in verschiedene biogeoklimatische Zonen eingeteilt. Biogeoklimatische Zonen zeichnen sich durch ein grundsätzlich identisches oder sehr ähnliches Klima sowie gleiche oder sehr ähnliche biologische und geologische Voraussetzungen aus. Daraus resultiert in den jeweiligen Zonen dann grundsätzlich auch ein sehr ähnlicher Bestand an Pflanzen und Tieren. Innerhalb dieser Systematik wird der Park der Coastal Western Hemlock Zone zugeordnet.
Im Wesentlichen schützt der Park den nach forstwirtschaftlicher Nutzung nachgewachsenen Sekundärwald (in englisch second-growth forest genannt). Außerdem gibt es im Chemainus River mehrmals im Jahr beobachtenswerte Wanderungen von Steelheadforellen und Silberlachsen.